# Svante Forsberg
Svante Forsberg, född 19 maj 1839 i Riseberga socken, Kristianstads län, död 29 december 1914 i Malmö, var en svensk agronom. Han var kusin till konstnären Nils Forsberg och far till agronomen Leonard Forsberg.
Forsberg genomgick Alnarps lantbruksinstitut och anställdes där 1868 som instruktör för eleverna och var 1869–1903 inspektor för lantegendomen och lärare vid den lägre lantbruksskolan och förvärvade i den förra egenskapen en väsentlig del av förtjänsten av att Alnarps gård utvecklades till ett verkligt mönsterjordbruk. Han författade Om odling af sockerbetor och foderbetor (1886; fjärde upplagan 1900) och Om sockerbetsodlingens betydelse för vårt land (1891). Han blev ledamot av Lantbruksakademien 1896. Svante Forsberg är begravd på Lomma kapellkyrkogård.